# Ukulélé
Un ukulélé (prononcé : /ju.ku.le.le/, ou /u.ku.le.le/, ; en hawaïen : ʻukulele /ˈʔukuˈlɛlɛ/) ou, par transposition de la prononciation anglo-américaine, /ˌjukəˈleɪli/) est un instrument à cordes pincées traditionnel hawaïen, proche du cavaquinho, instrument populaire du Portugal, dont il est une adaptation. 
Très à la mode dans la première moitié du XXe siècle, ce petit instrument polyvalent, composante indispensable d’un orchestre hawaïen, fut rapidement adopté par divers courants musicaux, de la chanson populaire au jazz, parfois parce qu’il apportait une dimension humoristique ou exotique à un ensemble.
L'ukulélé est une adaptation de la braguinha ou machete de l'île de Madère qui est une des formes du cavaquinho portugais.

## Histoire

### Étymologie
Si l'ukulélé en tant que tel n’est pas plus vieux que la fin XIXe siècle, l’étymologie de son nom reste sujette à caution. Deux hypothèses sérieuses sont à retenir. Une hypothèse actuellement dominante est que le mot ukulélé proviendrait de l’agrégation des mots hawaïens ʻuku (« puce ») et lele (« sauteuse »), termes qui désignent en hawaïen la puce du chat, espèce introduite à Hawaii un peu plus tôt que le ukulélé au XIXe siècle. On trouve des traces de cette étymologie vers la fin du XIXe siècle. La deuxième hypothèse dont il existe des traces précoces : ukulélé serait une déformation de l’agrégation de /ukɛ/ et /lɛlɛ/, termes qui désignent respectivement les actions de gratter et frapper — une description du mouvement du joueur de ukulélé.

### Origine
Il fut introduit à Hawaii par des immigrants portugais de l'île de Madère, en 1879, débarqués là pour cueillir la canne à sucre. L'arrivée de l'ukulélé est très exactement datable : les sources indiquent précisément que c'est à bord du Ravenscrag que la braguinha (ou machete, variante madérane de l'instrument) fut importée à Hawaii (à l'époque l'archipel était encore appelé îles Sandwich). À bord du bateau se trouvaient les trois hommes que l'histoire a retenus comme responsables de l'introduction et de la transformation d'une certaine tradition de lutherie portugaise : il s'agissait de Manuel Nunes, José do Espírito Santo et Augusto Dias, trois ébénistes de Madère qui avaient des connaissances en lutherie et qui transportaient apparemment leurs cavaquinhos.

### Théorie destrois vaguesaux États-Unis
Une vision américaine de l'histoire de l'instrument a été qualifié par l'auteur Jim Beloff comme une succession de  trois grandes vagues où la popularité de l'instrument a cru puis s'est presque éteinte, toutes associées à un événement ou une personnalité particulière, manifestant son apparition au-devant de la scène puis son éclipse temporaire. Le terme même de vague a été choisi en référence à la culture surf très associée à l'ukulélé dans les années 1950 ainsi qu'à la Nouvelle Vague.
La première vague qui a donné une très grande visibilité à l'instrument est associée à l'Exposition internationale de Panama-Pacific (Exposition universelle de 1915), où le pavillon hawaïen mit en avant avec un énorme succès les musiciens hawaïens, la guitare hawaïenne, le hula et évidemment l'ukulélé. Le succès de l'instrument en fit le compagnon de scène de nombreux artistes (Cliff Edwards, Roy Smeck, etc.) et un élément important, qui devint synonyme de la vie des jeunes gens de l'époque (cf. infra sa présence dans le cinéma). Il devient moins important avec la seconde guerre mondiale sans disparaître totalement des médias.
La deuxième vague serait liée à l'invention de l'ukulélé en plastique (cf. infra, Mario Maccaferri et l'ukulélé) et surtout sa promotion à la télévision par Arthur Godfrey. Indéniablement, le nombre d'ukulélés vendus à partir des années 1950 (près de neuf millions d'ukulélés en plastique) témoigne de la réalité de cette vague. La fin de cette vague et donc l'éclipse suivante est en général associée à Tiny Tim et aux années 1970.
La troisième vague est plus délicate à caractériser et ne met pas tous les spécialistes d'accord. Cyril LeFebvre expose plusieurs sources depuis les années 1980 de cette troisième vague assez inédite par rapport aux deux précédentes, en résumé :
1. d'Hawaii d'abord, le sursaut culturel hawaïen autochtone est associé à la musique, notamment à l'kulélé et à la guitare slack key ; on le retrouve chez Israel Kamakawiwo'ole, de notoriété mondiale ;
2. aux États-Unis, un mélange de mode nostalgique et de réactualisation de la culture tiki des années 1980 et 1990, l'explosion de festivals, remettent l'ukulélé au goût du jour ;
3. au Japon, il existe sans rupture depuis avant la Seconde Guerre mondiale[3] une culture de l'ukulélé, qui résonne aussi à la fin du XXe siècle avec le renouveau mondial de l'instrument ;
4. l'Angleterre a eu George Formby, qui a imposé durablement le banjo-ukulélé dans ce pays, même si dans la première décennie du XXIe siècle, c'est l'ukulélé traditionnel qui semble prédominer.

### En France
La notion des trois vagues reste assez centrée sur la partie continentale des États-Unis, en France, quelques vaguelettes peuvent être distinguées. La première est d'une part le fait de musiciens hawaïens émigrés en France dès les années 1910, d'autre part importée des États-Unis à la fin des années 1920, la deuxième serait la manifestation de l'ukulélé dans la culture polynésienne et son tamouré dans les années 1950, la troisième vague des années 1990 à 2000 est d'une nature là aussi assez différente. Toutefois ce modèle des trois vagues ne s'applique qu'assez artificiellement à la France.

### Au Canada
Depuis les années 1970 en particulier, et en Nouvelle-Écosse surtout, l'ukulélé revêt une importance particulière au Canada grâce au travail entamé alors par John Chalmers Doane et son magazine Ukulele Yes, ainsi que son action dans les écoles et dans la publication de fascicules musicaux destinés à l'enseignement de la musique à travers l'ukulélé, en anglais mais aussi traduits en français.
Cette initiative est dans les années 2000 perpétuée par le musicien et pédagogue James Hill.

## Lutherie

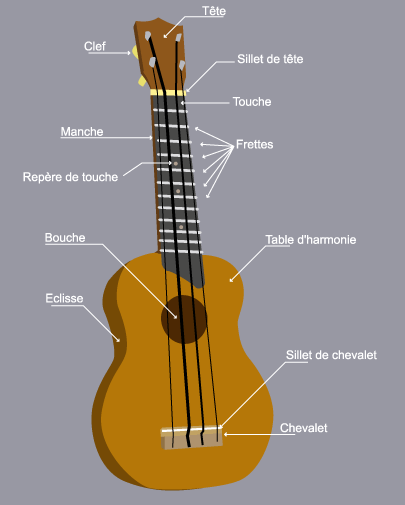
Anatomie de l'ukulélé.

Les essences de bois utilisées pour l'ukulélé sont très variées. Les premiers ukulélés étaient entièrement fabriqués en bois de koa, une variété d'acacia hawaïenne. Le koa s'étant raréfié, les ukulélés modernes sont maintenant fréquemment construits avec des essences de bois utilisées en lutherie de guitare, principalement l'acajou, toutefois à Hawaii les luthiers restent attachés à l’utilisation du koa.
Les années 1950 ont vu l’apparition aux États-Unis d’un modèle très bon marché qui connut un succès considérable : le Islander (qui fut décliné en divers modèles sous différents noms). Il a été vendu à plusieurs millions d’exemplaires, sa conception originale était très novatrice (il était entièrement réalisé en matière plastique). Son créateur, Mario Maccaferri, est aussi célèbre pour avoir conçu quelques années auparavant la guitare Selmer-Maccaferri, souvent appelée « guitare manouche ».

### Cordes
L'ukulélé possède quatre cordes à l'origine en boyaux de mouton (dits boyaux de chat) aujourd'hui quasiment toujours remplacées par des cordes en nylon (parfois filées de métal pour les plus graves, à partir du Do et en dessous suivant les accordages) — le nylon (ou différents matériaux composites à base de nylon) permet d'avoir des cordes beaucoup plus stables et résistantes, moins affectées par les variations de température et d'humidité que les matériaux organiques. Il existe de rares modèles prévus pour des cordes en métal mais ils restent tout à fait anecdotiques et ne viennent en général pas d'Hawaii.
Le cavaquinho aujourd'hui utilise plus souvent des cordes métalliques (notamment dans ses variantes brésiliennes) ; on doit peut-être aux premiers luthiers d'ukulélé (portugais originaires de Madère émigrés à Hawaii) la décision d’utiliser des cordes en boyaux de mouton (dits boyaux de chat) — ou bien leurs braguinhas utilisaient-elles déjà des cordes en boyau, les matériaux métalliques étant sans doute plus rares sur l'île de Madère que sur le continent.

### Tête

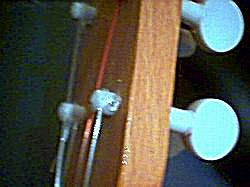
Chevilles en plastique.

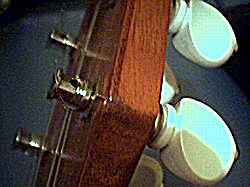
Clefs à friction.

Dans le prolongement du manche, la tête, le mécanisme d’accordage. Les cordes sont accordées à l’aide de chevilles sur les modèles anciens, comme pour les violons, ou à l’aide de clefs mécaniques qui possèdent une vis de blocage sur le dessus de la clef pour les modèles plus récents. On rencontre aussi des ukulélés équipés de mécaniques similaires à celles de la guitare.
Elle peut être sculptée, ornée de marqueterie, porter le sigle du luthier ou du fabricant.
À la jonction tête/touche on trouve le sillet de tête, qui est généralement fabriqué en os ou dans un matériau plastique qui imite l’ivoire.

### Manche et touche
La touche de l'ukulélé, quand il ne s’agit pas simplement de la surface plate du manche, est une mince pièce de bois collée sur cette surface (ébène, palissandre, noyer, etc.). Elle peut se prolonger au-delà du manche sur la table d'harmonie. 
Les frettes (ou barrettes) sont en général un alliage de nickel et d’argent.
Les repères de touches, incrustations dans la touche, sont faites de nacre ou d’une matière plastique qui l’imite.
Le manche lui-même est fait d’un bois de qualité rigide (acajou, érable, palissandre, etc.). La partie incurvée du manche à la jonction manche/corps est appelée le talon.

### Corps
La table d'harmonie est l’élément principal dans la sonorité de l’instrument. La taille de l'ukulélé étant réduite, il est important que la table d'harmonie (partie antérieure de la caisse) soit très fine afin de bien transmettre les vibrations. Aujourd’hui elle est souvent fabriquée en koa, épicéa, acajou ou noyer et toutes sortes d'essences courantes en lutherie pour les tables d'harmonie. L'épicéa est très fréquent dans les modèles modernes — il permet de trouver une brillance et un éclat dans le son, mais s'éloigne du son plus rond donné par le koa.
Ainsi, les différentes tables d'harmonie des ukulélés ne sont pas des modèles réduits de celles des guitares. L'épaisseur de la table doit être réduite au minimum, de plus — en particulier sur les ukulélés de taille soprano — les barrages doivent être les plus légers possible, souvent limités à une barre perpendiculaire à l'axe des cordes (on trouve moins fréquemment des éventails ou des barrages croisés complexes) et pourtant le léger barrage doit permettre à la fine table d'harmonie de résister à la tension des cordes, son positionnement précis est donc un point capital, qui influe aussi bien sur la stabilité structurelle de l'instrument que sur ses propriétés acoustiques.

Schéma représentant l'extension en téton typique du fond de la caisse sous le talon des ukulélés traditionnels hawaïens du XXe siècle.

Si la table est en koa, la caisse (éclisses et dos) l’est généralement aussi ; la caisse peut également être en acajou, voire en noyer, et de manière générale en n’importe quelle essence de bois utilisée pour la même partie en lutherie de guitare.
Les ukulélés fabriqués à Hawaii pendant le XXe siècle présentaient une spécificité sur le dos qui permettait de les authentifier : le fond de la caisse présente une petite extension qui s'étend sous le talon pour le recouvrir.
Il existe certaines caisses en matière plastique, telle la célèbre caisse Ovation des modèles de Applause, ou la caisse moulée des ukulélés Flukes et Flea de la Magic Fluke Company.

## Typologie des ukulélés
Si de manière générale l'ukulélé ressemble à une guitare réduite, d’autres formes sont courantes. À l’instar de nombreux instruments à cordes pincées, on trouve une grande variété dans les modèles électriques, mais pour l'ukulélé il existe également des variations importantes dans les modèles acoustiques, ainsi la forme d’ananas (pineapple) inventée autour des années 1920 par Samuel Kamaka est aujourd’hui largement répandue.

### Tailles et catégories
Il existe quatre catégories d'ukulélés définies par leurs tailles : soprano, concert, ténor et baryton, de la plus petite à la plus grande.
La taille originelle est le soprano — quand on parle d'ukulélé sans précision de taille c’est de celle-ci qu’il s’agit. Les tailles concert et ténor ont fait leur apparition aux États-Unis dans les années 1920, la taille baryton a été créée dans les années 1940 et a été plus diffusée dans les années 1950. Ces appellations sont à l’origine simplement commerciales — dans une logique musicale on s’attendrait à trouver un alto et non un concert entre le soprano et le ténor, mais ces désignations sont trompeuses car elles sont sans rapport avec les registres.
La taille prise en compte pour déterminer la catégorie de l'ukulélé avant celle de l’instrument en entier est celle de son diapason (la longueur vibrante de la corde). Elles sont exprimées en pouces (inches), unité de mesure anglo-saxonne :
- sopranino : diapason de 10 pouces à 12 pouces (environ 25,5 cm à 30,5 cm) ;
- soprano : diapason de 12 pouces (ou moins) à 14 pouces (environ 30,5 cm à 35,5 cm) ;
- concert : diapason de 14 pouces à 16 pouces (environ 35,5 cm à 40,5 cm) ;
- ténor : diapason de 16 pouces à 18 pouces (environ 40,5 cm à 45,5 cm) ;
- baryton : diapason supérieur à 18 pouces (au-delà de 45,5 cm).

Cette classification a été calquée sur la classification de la marque Martin, dont les anciens ukulélés (Style O, Style 1 à 5) sont reconnus comme étant d’excellente facture, leur importante diffusion et leur succès commercial ont imposé ces dimensions comme le standard généralement accepté.

### Ukulélé hawaïen standard
En forme de guitare ou d’ananas (pineapple) et construit en bois, l'ukulélé hawaïen peut avoir des cordes doublées, il s’appelle alors un taropatch ou taropatch fiddle. Le plus ancien atelier hawaïen d'ukulélés encore en activité est Kamaka ukulele, fondé en 1916. En Polynésie, le nom Kamaka est souvent utilisé pour désigner l'ukulélé hawaïen, quand le mot ukulélé est utilisé pour désigner sa variante locale aussi appelée benjo (cf. infra).

### Ukulélé à résonateur

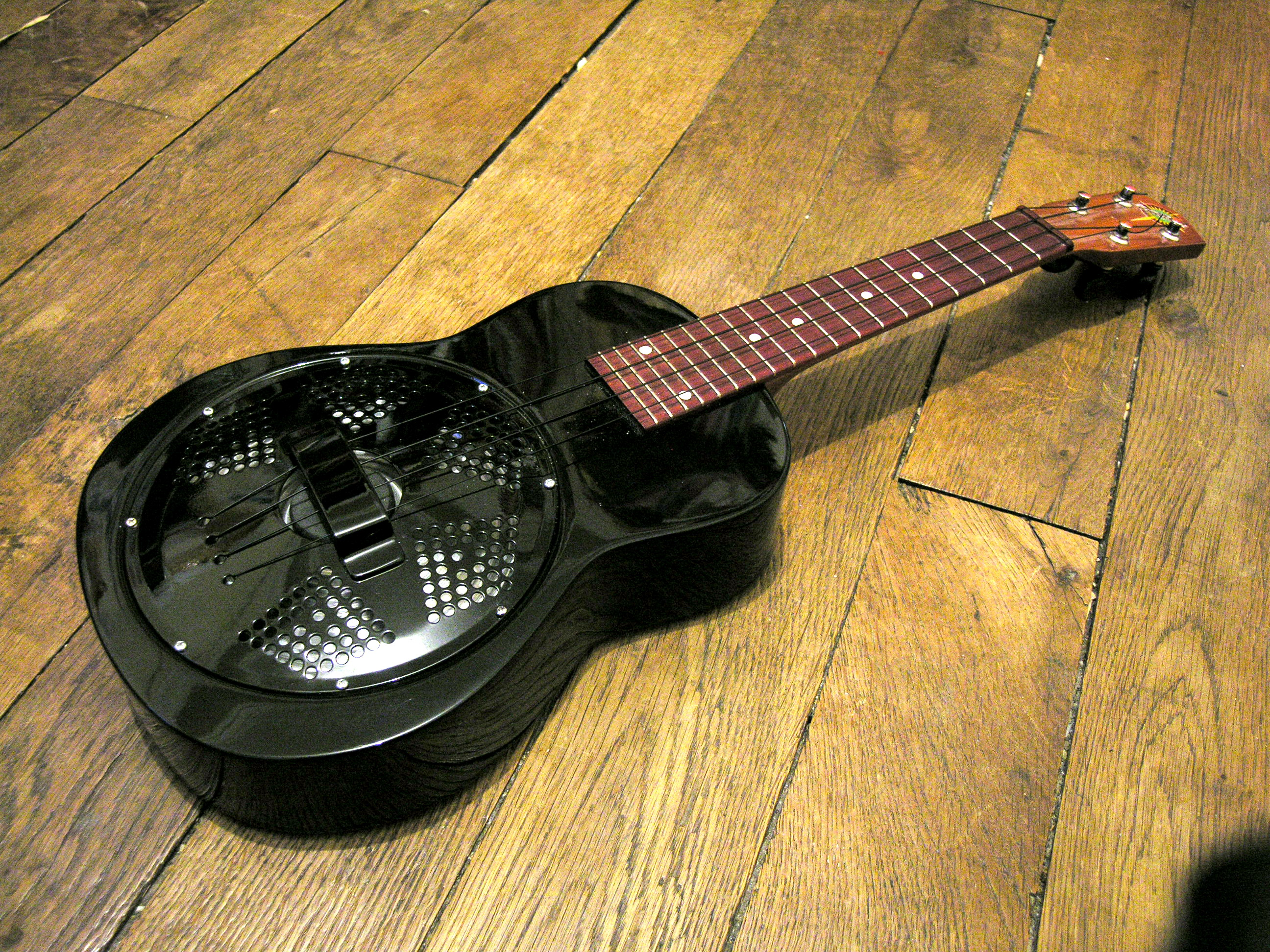
Ukulélé Beltona avec un système de résonateur de type National.

Les ukulélés à résonateur sont des ukulélés acoustiques possédant le système d’amplification mécanique des instruments à résonateur. Un ou plusieurs cônes métalliques installés dans le corps de l’instrument supportent le chevalet qui transmet les vibrations, celles-ci sont ainsi amplifiées ce qui produit un son puissant et assez caractéristique du système : une attaque, un volume et une projection plus grands que sur un ukulélé classique mais une tenue plus importante et une plus grande richesse harmonique qu’un banjo ukulélé.

### Ukulélé électrique

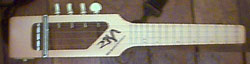
Modèle d'ukulélé électro-acoustique sans tête (à l'instar de certaines guitares de voyage) avec les clefs placées sur le côté supérieur du corps. N. B. : sur cette vue le chevalet est à gauche des clefs et le sillet “de tête” à droite, à l'extrémité du manche.

Comme avec la guitare, il existe des ukulélés électroacoustiques, avec un capteur intégré, leurs formes sont variées. On trouve aussi des ukulélés totalement électriques avec cordes en métal, micros magnétiques, à demi-caisse ou corps massif. À l’instar des guitares électriques, une grande variété formelle est possible. De manière générale un ukulélé acoustique peut être facilement équipé d’un capteur piézoélectrique.

### Banjo ukulélé
Le banjo-ukulélé, aussi appelé banjulele ou banjolele, est un instrument qui entre habituellement dans la catégorie des ukulélés. Le banjo-ukulélé a du banjo le tambour, la peau et le chevalet, le reste (taille du manche, cordes, etc.) relevant de l'ukulélé.
Il en existe de nombreuses tailles, l’excellence y étant incarnée par les anciens modèles Gibson du UB-1 (le plus petit fût) au UB-5 (le plus grand). On trouve aussi différentes variantes les banjo-ukulélés, au niveau du fût d’abord : les fûts de métal, et les fûts de bois (le bois remontant parfois autour du tambour comme dans les modèles traditionnel des Appalaches) ; ensuite comme tout banjo ils peuvent être dotés ou non d’un résonateur.
Les ukulélés de prédilection de George Formby étaient des banjo-ukulélés, même s’il jouait aussi sur des ukulélés traditionnels.

### Ukulélé tahitien ou polynésien

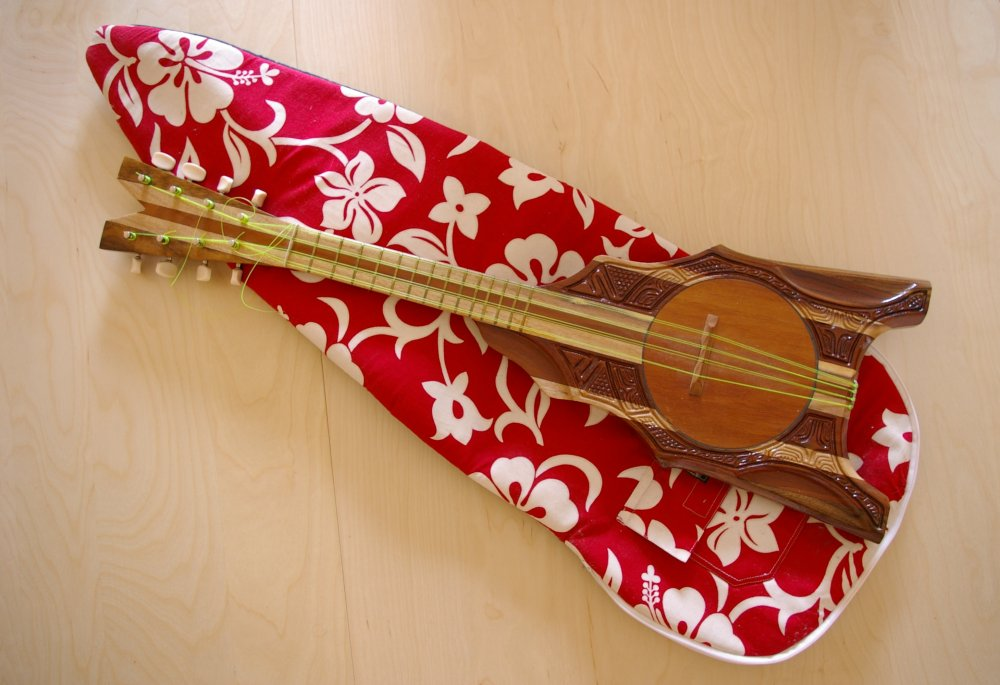
Ukulélé polynésien sculpté.

À Tahiti, l'ukulélé (parfois orthographié (?) en Tahitien: ʻukarere)  standard est assez répandu mais on le trouve surtout décliné de l’original hawaïen sous une forme spécifique, monoxyle, avec des aspects variés.
La bouche de l'ukulélé tahitien est couverte d’une mince plaque de bois qui porte le chevalet (comme la peau d’un banjo), son corps et son manche sont d’une seule pièce de bois ou de plusieurs pièces assemblées mais sans différence structurelle profonde entre le manche et le corps. Le corps est percé de part en part d’un trou conique évasé vers l’avant, bouché d’un côté par la plaque de bois sur laquelle repose le chevalet maintenu par la tension des cordes – et donc non collé.
Ce corps et ce manche, souvent d’une seule pièce de bois, permettent une grande expression décorative dans les sculptures qui ornent l'ukulélé.
Si ses cordes (pour lesquelles du fil de pêche de couleur vive est fréquemment utilisé) sont souvent doublées ou triplées à l’unisson (ou à l’octave), elles ne le sont pas forcément toutes.
L'accordage est similaire à celui de l'ukulélé hawaïen, les cordes de do et mi à l'octave supérieure (voir accordage ci-dessous).
Ces différentes particularités font de l'ukulélé tahitien un instrument principalement rythmique.
L'ukulélé tahitien s'est diffusé sous diverses formes dans d'autres îles océaniennes, notamment en Nouvelle-Calédonie (où il est appelé yukulélé) et au Vanuatu (où il est aussi appelé yucca)[réf. nécessaire].

## Accordage et jeu
On note les cordes de la première à la quatrième, la première corde est celle qui est la plus proche de la terre en position de jeu.

L’accordage standard et classique de l'ukulélé est un do sixième : sol, do, mi, la de la quatrième corde vers la première corde (le do est accordé sur le do central du piano). 
Cet accordage est dit accordage en do ou C tuning chez les anglophones. Il s'agit d'un accord de do sixième à l'état fondamental car traditionnellement la quatrième corde (de sol) est plus aiguë que la troisième corde (en do). Cet accordage est appelé « rentrant » (parfois ré-entrant au sens d'entrer à nouveau, et non pour désigner la note ré), ainsi les quatre cordes sont donc à la quatrième octave.
C'est également l'accord de l'ukulélé tahitien mais avec les deux notes centrales à l'octave supérieure : 
Cet accordage en accord de sixième est aussi rencontré en d'autres tonalités :
- couramment un ton au-dessus en la ré fa{\displaystyle \sharp } si, accordage dit en ré ou D tuning – accordage fréquent aux États-Unis, raison pour laquelle il est parfois appelé mainland tuning par opposition à l'accordage insulaire ;
- sur certaines partitions anciennes en si{\displaystyle \flat } mi{\displaystyle \flat } sol do, accordage dit en mi bémol ou E{\displaystyle \flat } ;
- sur d'autres partitions on rencontre un accordage plus grave d'un ton en si{\displaystyle \flat } : fa si{\displaystyle \flat } ré sol ;
- sur les ukulélés de taille ténor (et plus rarement concert voire soprano[h]), certains musiciens préfèrent mettre la quatrième corde (en sol) à l’octave inférieure sur les ukulélés de taille ténors – c’est-à-dire avec le sol de la troisième octave ; on a donc un do sixième dans son deuxième renversement. Cet accordage est aussi appelé Low G (sol grave) par opposition à High G (sol aigu) ;
- les ukulélés baryton (et parfois les ténor) peuvent aussi s’accorder en sol (ré sol si mi), en sol sixième fondamental, c’est-à-dire avec la corde de ré rentrante, ou en deuxième renversement comme l'accordage classique des quatre premières cordes d’une guitare. Cet accordage est dit en sol ou G tuning. ou

Un autre accordage qui est aussi originaire d'Hawaii mais qui existait déjà sur les cavaquinhos avant la naissance de l'ukulélé est l’accord en « Slack Key », sol do mi sol (où les deux sol sont à l’unisson ou à l’octave)

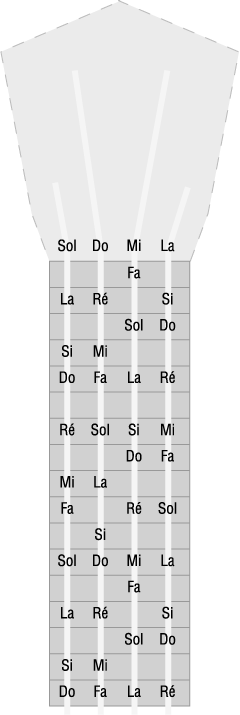
Gamme de Do majeur.

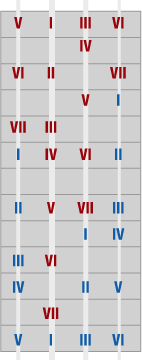
Degrés.

Sur l’image ci-à-droite sont représentées les positions des degrés de la gamme de do majeur sur la touche d’un ukulélé accordé en do (cf. ci-dessus). Comme les autres instruments de la famille de la guitare occidentale, chaque frette augmente la note de la frette précédente (ou à vide) d’un demi-ton plus aigu.
Sur l’image ci-à-gauche sont représentés les degrés d’une gamme majeure sur une portion de la touche d’un ukulélé. Les degrés en rouge sont les plus graves, les degrés en bleu les plus aigus.
La position de jeu n’est pas similaire à celle qu’on emploie sur la guitare. En position debout, l’avant-bras droit maintient l’instrument devant la table d’harmonie, les cordes sont jouées un peu en dessous de la jonction du manche et du corps (et non devant la bouche). En position assise, l’extrémité du corps est le plus souvent plaquée sur la partie antéro-interne de la cuisse droite, ou parfois sur la face antérieure de la cuisse gauche.  En fingerpicking, certains joueurs se contentent seulement du pouce, de l’index et du majeur, éventuellement en appuyant l’auriculaire sur la table d’harmonie.
La plupart des techniques de guitare et de banjo peuvent être adaptées à l'ukulélé.

### Notations musicales
Dans la littérature consacrée à l’instrument, les positions d’accords sont souvent représentées sous forme de schémas qui reprennent une portion du manche, dans la position des images ici présentées. Si aucune indication n’est donnée, le premier trait horizontal représente le sillet de tête, sinon la frette correspondant au premier trait représenté est numérotée afin de retrouver sa position. Ces schémas permettent d’indiquer par des numéros sur chaque corde le doigt conseillé pour tenir la corde – ils sont numérotés de 1 à 4, de l’index à l’annulaire.
Une autre notation courante pour les accords consiste à simplement numéroter les positions frettées de la quatrième corde à la première corde, par exemple un accord de la majeur sur un ukulélé  accordé en do pourra être notée 2100 ou 2.1.0.0 qui indique qu’il faut tenir la quatrième corde (corde de sol) sur la deuxième frette (pour produire un la), la troisième corde (de do) sur la première frette (pour produire un do{\displaystyle \sharp }) – le zéro indique de jouer les deux autres cordes à vide (respectivement la deuxième en mi et la première en la). Une corde non jouée sera indiquée par un X ou un trait horizontal.
La notation musicale classique est également pratiquée pour l'ukulélé. Elle est souvent accompagnée d’indications de positionnements des doigts ou de barrées.
Le succès de l’utilisation moderne de la tablature (qui existait chez les musiciens baroques et jusqu’aux débuts du XIXe siècle) trouve ses origines dans la redécouverte de ce système de notation par les pionniers de l'ukulélé. Chaque ligne représente une corde, de haut en bas la première à la quatrième, comme ce que l’on voit du manche si l’on penche la tête pour le regarder en position de jeu ; des chiffres indiquent la case de la frette à jouer sur chacune des cordes, les indications rythmiques sont notées au-dessus ou au-dessous de la tablature (par des symboles imitant partiellement ou complètement ceux de la notation classique).

## Autour de l'ukulélé

### Instruments à cordes pincées apparentés
S’il est à peu près indéniable que le cavaquinho portugais, et plus précisément sa variante de Madère est le prototype de l'ukulélé, on en trouve des cousins très proches de la même origine.
Le timple des îles Canaries – ceci sans nul doute à cause de la proximité des îles Canaries et de Madère qui étaient sur les mêmes routes maritimes. Le timple possède souvent cinq cordes avec un accordage proche de l'ukulélé hawaïen – la troisième corde étant à l’octave par rapport à l'ukulélé. Toutefois les accordages ayant subi de nombreuses modifications et ayant été sujets à de nombreuses influences, il est délicat de s’appuyer sur eux pour déterminer des parentés, l’anatomie des instruments et l’histoire de leur apparition sont des éléments bien plus probants.
Étonnamment un autre instrument partageant peut-être en partie des origines communes avec l'ukulélé présente des différences assez importantes, c’est le kabossy malgache, lui aussi possiblement influencé par les instruments apportés par des marins qui contournaient le continent africain en passant par les îles de la côte atlantique.
En outre l'ukulélé peut être comparé ou confondu avec plusieurs autres instruments à cordes pincées d’Amérique du Sud : charango (notamment bolivien), cuatro (accordage similaire mais non ré-entrant), tiple colombien, tres cubain... tous partagent comme point commun (outre d’être des cordes pincées) leur taille et leur encombrement réduits qui en font des instruments de voyage, propices à accompagner les marins et les grands voyageurs.
Dans les années 1990, plusieurs luthiers ou grandes manufactures d'instruments ont produit des « mini-guitare » à la dimension de gros ukulélés (ténors ou barytons). Elles ont en général la même forme que des guitares classiques réduite proportionnellement pour avoir un diapason proche de celui des ukulélés ou d'autres petits instrument à cordes pincées déjà existants apparentés. Ces guitares sont généralement équipées de cordes en nylon à l'instar des guitares classiques, accordées à la quarte par rapport à l'accordage standard classique, c'est l'accordage traditionnel des guitares requinto, et incidemment cela correspond également, pour les 4 cordes aigües, à l'accordage "low G" d'un ukulélé : les trois cordes les plus aiguës ont la hauteur des trois cordes du bas de l'ukulélé en accordage standard hawaïen, et la 4e (sol) est à l'octave basse de la 4e corde d'un ukulélé. Les noms des modèles entretiennent souvent la confusion avec l'ukulélé : guitalélé chez Yamaha, guitarlélé chez Kanile'a et Mele, utar chez Kala.

### L'ukulélé au cinéma

#### Hollywood
Quatre films du cinéma des États-Unis sont particulièrement emblématiques de l’image de l'ukulélé au cinéma : The Hollywood Revue of 1929 en 1929 présente Cliff Edwards alias Ukulele Ike qui introduit la chanson Singing in the Rain (paroles d'Arthur Freed, musique Nacio Herb Brown) en s'accompagnant d'un ukulélé, et chante aussi Nobody but you ; Blue Hawaii en 1961, où l'on voit Elvis Presley jouer sur un ukulélé ténor ; Certains l'aiment chaud (Some like it hot) en 1959 où Marilyn Monroe interprète notamment Running wild et Sons of the desert de 1933 où Oliver Hardy joue Honolulu Baby. L'ukulélé était si évocateur dès les années 1930 que sa seule image était parfois utilisée[réf. nécessaire] : même s’il n’apparaît à aucun moment dans certains films, il orne pourtant leurs affiches et leurs photos promotionnelles. Cliff Edwards est alors une grande vedette et s'accompagne dans de nombreux films musicaux de son instrument fétiche. En outre il arrive que l'ukulélé soit présent sur la pellicule, mais dépourvu de cordes et inexistant dans la bande son.
L’image de l'ukulélé servait à évoquer deux archétypes : en premier lieu évidemment l’exotisme hawaïen, le cliché de la vahiné nonchalante et les relents d’exotisme — mais d’autre part, largement adopté dans les milieux étudiants américains des années 1930, il faisait souvent partie de l’attirail visuel des films d’adolescents[réf. nécessaire].
Woody Allen reprend le cliché en faisant jouer de l'ukulélé par Mia Farrow, dans une scène de La Rose pourpre du Caire (en réalité doublée par la banjoïste Cynthia Sayer).

#### George Formby et le Royaume-Uni
Au Royaume-Uni, l'ukulélé a aussi une existence cinématographique d’importance tant il est associé à l’acteur et musicien George Formby. À l’apogée de sa carrière en 1939, il fut une des plus grandes vedettes britanniques de la Seconde Guerre mondiale, et participa à des spectacles de soutien aux troupes (il fut notamment l’un des premiers artistes à se produire devant les troupes après le débarquement de Normandie) ce qui grandit encore sa renommée et contribua à la popularité de l'ukulélé au Royaume-Uni. George Formby jouait principalement du banjo-ukulélé, et c’est la raison pour laquelle cette forme de l’instrument est la plus répandue au Royaume-Uni[réf. nécessaire].

### Quelques noms célèbres
Parmi les musiciens qui ont participé à la renommée de l’instrument, on peut citer :
Cliff Edwards (États-Unis), George Formby (Royaume-Uni), George Harrison, Paul McCartney sur la chanson Ram On et sa reprise du même titre de l'album Ram (Royaume-Uni), Israel Kamakawiwo'ole (Hawaii) Somewhere Over the Rainbow, Roy Smeck (États-Unis), Tiny Tim (États-Unis), Gabby Pahinui, Ledward Kaapana, Vaughn De Leath (Ukulele Lady, États-Unis), etc. En France, outre la chanson de Louis Gasté Avec son Ukulélé, l'Ukulélé Club de Paris (avec ses membres fondateurs Cyril LeFebvre, Joseph Racaille, Brad Scott, auxquels se sont ensuite associés Tony Truant, Pierre Sangra, Dominique Cravic, et Fay Lovsky) a eu une grande influence – nombres d'artistes de la fin des années 1990 aux années 2000 ont aussi adopté l'ukulélé. Plus récemment, l'artiste américain BoyWithUke, qui base toutes ses productions sur de l'ukulélé, s'est fait connaître sur TikTok en 2021. Le musicien américain Tyler Joseph (de Twenty One Pilots) inclut également de l'ukulélé dans certaines de ses chansons. 
Très largement utilisé aux États-Unis, il fut le premier instrument sur lequel nombre de musiciens américains ou anglais découvrirent la musique – Dick Dale, Jimi Hendrix, Artie Shaw, Neil Young, Brian May, Joan Baez…